# علیرضا انصاریان
علیرضا انصاریان (زادهٔ ۲ دی ۱۳۴۰، مراغه) کارگردان، فیلم‌نامه‌نویس و عکاس ایرانی است.
وی دانش آموختهٔ رشتهٔ کارگردانی از دانشگاه صدا و سیما است و فعالیت حرفه‌ای خود را از سال ۱۳۶۲ آغاز کرد. اغلب فعالیت‌های سینمایی وی در زمینه‌های اجتماعی و انسانی می‌باشد که اغلب به صورت فیلمنامه داستانی و فیلم مستند بوده‌است. وی همچنین در فیلمسازی و عکاسی تبلیغاتی نیز فعالیت داشته‌است.
وی از سال ۱۳۷۰ با عباس کیارستمی همکاری نزدیکی داشته‌است که از این جمله می‌توان به فیلمهای زندگی و دیگر هیچ، زیر درختان زیتون، طعم گیلاس به عنوان دستیار، عکاس فیلم و صحنه آرا و… اشاره کرد؛ و همچنین با ابراهیم مختاری در فیلم زینت به عنوان دستیار و برنامه‌ریز و سریال به دنیا بگویید بایستد به کارگردانی محمدرضا آهنج به عنوان عکاس فیلم همکاری داشته‌است.
علیرضا انصاریان همزمان با فعالیت در زمینه‌های هنری در رشته‌های دیگری نیز همچون ورزش رزمی تکواندو با سابقه‌ای طولانی فعالیت گسترده‌ای داشته‌است؛ و هم‌اکنون در کنار فعالیت‌های هنری به مربیگیری ورزش رزمی تکواندو نیز می‌پردازد.
علیرضا انصاریان از اعضای رسمی خانه سینمای ایران، انجمن عکاسان سینمای ایران، انجمن تهیه‌کنندگان مستند ایران و انجمن کارگردانان مستند ایران نیز می‌باشد.

## فیلم‌سازی
علیرضا انصاریان از ابتدای فعالیت در کارنامه خود چندین فیلم کوتاه و مستند از جمله فیلمهای کوتاه داستانی و مستندهایی همچون جنگ شهرها که مربوط به بمباران شهرها بوده داشته‌است اما با ساخت فیلم زخمه بر زخم در سال ۱۳۷۱ وارد حیطهٔ حرفه‌ای سینما و مستندسازی گردید.
علیرضا انصاریان در فیلم زخمه بر زخم به سراغ هنرمندی مجنون و ناشناخته به نام بیوک آقا می‌رود و زیبایی برقراری ارتباط او در فیلم با شخصیت عجیب بیوک آقا مورد تحسین منتقدین در داخل و خارج از کشور قرار می‌گیرد. فیلم زخمه بر زخم برنده لاله زرین و دیپلم افتخار بهترین فیلم در در بخش بین‌المللی سومین جشنواره سوره، فیلم منتخب برای نمایش در فستیوال دوریل پاریس و جشنواره لایپزیک در آلمان شده‌است و نیز در شبکه تلویزیونی آرته فرانسه و چند شبکه خارجی دیگر نیز پخش گردیده‌است. همچنین این فیلم در آبان ماه ۱۳۹۱ در در تالار سیف‌الله داد خانه سینما ایران مجدداً به نمایش درآمد.
از جمله فیلم‌های مستند دیگر وی تمنای بودن است که در مورد زندانیان و آسیب دیدگان و محکومین ناتوان در پرداخت دیه ساخته شده‌است.
علیرضا انصاریان در رشته‌های مختلف عکاسی از جمله عکاسی اجتماعی، طبیعت، فیلم، ورزشی، صنعتی، پزشکی و معماری نیز سوابق گسترده‌ای داشته‌است. از جمله عکسهای مطرح وی عکس پوستر زندگی و دیگر هیچ عباس کیارستمی و عکاسی پوسترهای متعدد برای فیلم زیر درختان زیتون و عکاسی برای پوسترهای فیلم طعم گیلاس بوده‌است.